# Tromsø Idrettslag 2013
La squadra di calcio Tromsø Idrettslag ha partecipato nel 2013 a competizioni ufficiali.

## Stagione
La stagione cominciò con l'avvicendamento in panchina tra il vecchio allenatore, Per-Mathias Høgmo, e il nuovo, Agnar Christensen. Il 13 maggio 2013, la UEFA annunciò ufficialmente la classifica del fair play, con la Norvegia che arrivò al secondo posto finale: questo permise alla federazione di iscrivere un'ulteriore squadra all'Europa League 2013-2014, purché essa fosse in testa alla graduatoria nazionale riguardante il fair play. Il Tromsø si guadagnò così un posto in Europa League. Il 9 luglio 2013, Kjetil Emil Olsen fu nominato nuovo presidente. Arrivato agli spareggi, si trovò ad affrontare il Beşiktaş: la formazione turca si impose per 3-2 nel doppio confronto, ma il Tribunale Arbitrale dello Sport (TAS) respinse il ricorso sulla sentenza pendente sulla squadra, precedentemente esclusa dalla competizione per aver combinato alcuni incontri, con l'UEFA che ripescò così il Tromsø. Il 12 novembre 2013, la Norges Fotballforbund rese nota la classifica fair play relativa al campionato appena concluso: il Tromsø arrivò nuovamente al primo posto.
Il 1º ottobre 2013, Christensen fu sollevato dall'incarico. Il Tromsø stava infatti lottando per non retrocedere. Al suo posto, fu scelto Steinar Nilsen, che si avvalse dell'aiuto dell'assistente Sigurd Rushfeldt. La stagione del Tromsø terminò con la retrocessione, con il penultimo posto finale in classifica. L'avventura nella Coppa di Norvegia 2013 terminò al quarto turno, con l'eliminazione per mano del Rosenborg. Nell'Europa League 2013-2014, la formazione norvegese non andò oltre la fase a gironi, chiudendo il proprio raggruppamento all'ultimo posto, alle spalle di Tottenham, Anži e Sheriff Tiraspol.
I calciatori più utilizzati in stagione furono Thomas Kind Bendiksen, Remi Johansen e Morten Moldskred, tutti a quota 44 presenze tra campionato e coppe. Zdeněk Ondrášek fu il miglior marcatore con 11 reti.

## Maglie e sponsor
Lo sponsor tecnico per la stagione 2013 fu Puma, mentre lo sponsor ufficiale fu Sparebank 1. La divisa casalinga fu composta da una maglietta rossa con strisce bianche, pantaloncini e calzettoni bianchi. La divisa da trasferta fu invece di colore blu, con inserti bianchi.
| Casa | Trasferta |

## Rosa
| N. |                      | Ruolo | Calciatore              |
| -- | -------------------- | ----- | ----------------------- |
| 1  | Svezia (bandiera)    | P     | Marcus Sahlman          |
| 3  | Polonia (bandiera)   | D     | Jarosław Fojut          |
| 4  | Norvegia (bandiera)  | D     | Ruben Kristiansen       |
| 5  | Norvegia (bandiera)  | A     | Morten Moldskred        |
| 6  | Norvegia (bandiera)  | D     | Adnan Čaušević          |
| 7  | Finlandia (bandiera) | D     | Miika Koppinen          |
| 8  | Norvegia (bandiera)  | C     | Thomas Kind Bendiksen   |
| 9  | Norvegia (bandiera)  | A     | Steffen Nystrøm         |
| 10 | Norvegia (bandiera)  | C     | Thomas Drage            |
| 11 | Norvegia (bandiera)  | C     | Ruben Yttergård Jenssen |
| 12 | Norvegia (bandiera)  | P     | Fredrik Bakkelund       |
| 13 | Rep. Ceca (bandiera) | A     | Zdeněk Ondrášek         |
| 14 | Norvegia (bandiera)  | D     | Hans Norbye             |
| 15 | Norvegia (bandiera)  | C     | Magnus Andersen         |
| 16 | Norvegia (bandiera)  | C     | Lars-Gunnar Johnsen     |

| N. |                     | Ruolo | Calciatore              |
| -- | ------------------- | ----- | ----------------------- |
| 17 | Norvegia (bandiera) | C     | Remi Johansen           |
| 18 | Galles (bandiera)   | C     | Josh Pritchard          |
| 19 | Norvegia (bandiera) | C     | William Frantzen        |
| 20 | Norvegia (bandiera) | D     | Mathias Johnsen         |
| 21 | Norvegia (bandiera) | A     | Vegard Lysvoll          |
| 22 | Senegal (bandiera)  | D     | Saliou Ciss             |
| 23 | Norvegia (bandiera) | D     | Kent-Are Antonsen       |
| 23 | Norvegia (bandiera) | C     | Fredrik Pålerud         |
| 24 | Norvegia (bandiera) | C     | Jonas Høylo Fundingsrud |
| 25 | Ghana (bandiera)    | C     | Hamza Zakari            |
| 25 | Norvegia (bandiera) | D     | Lasse Nilsen            |
| 27 | Svezia (bandiera)   | P     | Benny Lekström          |
| 28 | Germania (bandiera) | C     | Hendrik Helmke          |
| 28 | Svizzera (bandiera) | A     | Aleksandar Prijović     |
| 30 | Norvegia (bandiera) | A     | Runar Espejord          |

## Calciomercato

### Sessione invernale(dal 01/01 al 31/03)
| Acquisti | Acquisti            | Acquisti       | Acquisti      |
| R.       | Nome                | da             | Modalità      |
| -------- | ------------------- | -------------- | ------------- |
| D        | Adnan Čaušević      | Vard Haugesund | definitivo    |
| D        | Jarosław Fojut      |                | svincolato    |
| C        | Lars-Gunnar Johnsen | Tromsdalen     | definitivo    |
| C        | Josh Pritchard      | Fulham         | prestito      |
| A        | Vegard Lysvoll      | Tromsdalen     | fine prestito |
| A        | Morten Moldskred    | Aarhus         | definitivo    |

| Cessioni | Cessioni           | Cessioni | Cessioni      |
| R.       | Nome               | a        | Modalità      |
| -------- | ------------------ | -------- | ------------- |
| P        | Steffen Andreassen | Senja    | definitivo    |
| P        | Henri Sillanpää    | GAIS     | fine prestito |
| D        | Fredrik Björck     |          | svincolato    |
| D        | Hans Åge Yndestad  |          | svincolato    |
| A        | Ole Martin Årst    |          | ritiro        |

### Sessione estiva(dal 15/07 al 10/08)
| Acquisti | Acquisti       | Acquisti | Acquisti   |
| R.       | Nome           | da       | Modalità   |
| -------- | -------------- | -------- | ---------- |
| C        | Hendrik Helmke | Jaro     | definitivo |
| C        | Hamza Zakari   | Eupen    | prestito   |

| Cessioni | Cessioni                | Cessioni       | Cessioni      |
| R.       | Nome                    | a              | Modalità      |
| -------- | ----------------------- | -------------- | ------------- |
| D        | Saliou Ciss             | Valenciennes   | definitivo    |
| C        | Fredrik Pålerud         | Kongsvinger    | definitivo    |
| C        | Ruben Yttergård Jenssen | Kaiserslautern | definitivo    |
| A        | Vegard Lysvoll          | Tromsdalen     | definitivo    |
| A        | Aleksandar Prijović     | Sion           | fine prestito |

## Risultati

### Eliteserien

#### Girone di andata
| Arbitro: | Sælen (Bergen) |

|                               |           |                            |
| Ricardo Santos 25’ U. Flo 49’ | Marcatori | 44’ Johansen 60’ Bendiksen |

| Arbitro: | Nilsen (Oslo) |

|                          |           |                  |
| Ondrášek 6’ Andersen 15’ | Marcatori | 77’ (rig.) Shala |

| Arbitro: | Edvartsen (Hamar) |

|                                  |           |                            |
| Hoff 56’ (rig.) Kristjánsson 78’ | Marcatori | 72’ Koppinen 74’ Moldskred |

| Arbitro: | Helgerud (Lier) |

|  |           |                         |
|  | Marcatori | 77’ (rig.) Þorsteinsson |

| Ålesund 20 aprile 2013, ore 15:30 5ª giornata | Aalesund             | 0 – 0 referto | Tromsø | Color Line Stadion (10.101 spett.)\| Arbitro: \| Skjerven (Kaupanger) \| |
| Arbitro:                                      | Skjerven (Kaupanger) |               |        |                                                                          |

| Arbitro: | Døvle (Larvik) |

|                           |           |                |
| Johansen 20’ Ondrášek 62’ | Marcatori | 80’ Kildentoft |

| Arbitro: | Rafiq (Oslo) |

|              |           |               |
| Vendelbo 62’ | Marcatori | 55’ Moldskred |

| Arbitro: | Skjerven (Kaupanger) |

|                                |           |              |
| Strandberg 18’ Elyounoussi 40’ | Marcatori | 55’ Ondrášek |

| Arbitro: | Hansen (Feda) |

|                                                         |           |  |
| Andersen 26’ Johansen 49’, 77’ Ondrášek 63’ Nystrøm 90’ | Marcatori |  |

| Arbitro: | Edvartsen (Hamar) |

|                    |           |  |
| Berre 10’ Muri 74’ | Marcatori |  |

| Arbitro: | Berntsen (Vang) |

|                                  |           |  |
| Bendiksen 76’ (rig.) Nystrøm 90’ | Marcatori |  |

| Arbitro: | Nilsen (Oslo) |

|                         |           |                       |
| de Lanlay 25’ Olsen 90’ | Marcatori | 77’ Yttergård Jenssen |

| Arbitro: | Berntsen (Vang) |

|                            |           |  |
| Prijović 79’ Bendiksen 90’ | Marcatori |  |

| Arbitro: | Edvartsen (Hamar) |

|                                                  |           |               |
| Vilsvik 31’ (rig.) Ibrahim 58’ Adjei-Boateng 84’ | Marcatori | 21’ Bendiksen |

| Arbitro: | Helgerud (Lier) |

|                           |           |                           |
| Andersen 23’ Johansen 27’ | Marcatori | 7’, 61’ Chima 69’ Moström |

#### Girone di ritorno
| Arbitro: | Sandmoen (Kjelsås) |

|                        |           |                            |
| Ondrášek 38’ Fojut 69’ | Marcatori | 22’ Karadas 26’ Stamnestrø |

| Arbitro: | Hansen (Feda) |

|                                 |           |                      |
| Berge 10’ Johnsen 28’ Güven 67’ | Marcatori | 81’ (rig.) Bendiksen |

| Arbitro: | Helgerud (Lier) |

|                            |           |                       |
| Johansen 57’ Moldskred 79’ | Marcatori | 15’ Fellah 32’ Hæstad |

| Arbitro: | Staberg (Harstad) |

|                                |           |               |
| Þorsteinsson 9’ Torsteinbø 89’ | Marcatori | 13’ Moldskred |

| Arbitro: | Døvle (Larvik) |

|              |           |                         |
| Johansen 77’ | Marcatori | 17’ Hamdallah 24’ James |

| Arbitro: | Nilsen (Oslo) |

|                |           |  |
| Cvetinović 40’ | Marcatori |  |

| Arbitro: | Kjensli (Oslo) |

|           |           |           |
| Drage 71’ | Marcatori | 88’ Riski |

| Arbitro: | Sandmoen (Kjelsås) |

|              |           |  |
| Andersen 24’ | Marcatori |  |

| Arbitro: | Johnsen (Tønsberg) |

|                                         |           |  |
| Kronberg 18’ Elyounoussi 45’ Samuel 48’ | Marcatori |  |

| Arbitro: | Moen (Haugesund) |

|                          |           |                                      |
| Ondrášek 67’ Nystrøm 71’ | Marcatori | 40’ Hoff 48’ Acosta 62’ Vilhjálmsson |

| Arbitro: | Hafsås (Trondheim) |

|                |           |  |
| Gulbrandsen 4’ | Marcatori |  |

| Arbitro: | Staberg (Harstad) |

|                                                   |           |                                |
| Andersen 11’ Moldskred 19’ Ondrášek 72’ Fojut 82’ | Marcatori | 48’ Olsen 53’ Gyan 64’ Berisha |

| Arbitro: | Hansen (Feda) |

|                                 |           |                           |
| Fojut 23’ (aut.) Riise 81’, 90’ | Marcatori | 26’ Andersen 45’ Ondrásek |

| Tromsø 3 novembre 2013, ore 18:00 29ª giornata | Tromsø             | 0 – 0 referto | Strømsgodset | Alfheim Stadion (6.392 spett.)\| Arbitro: \| Johnsen (Tønsberg) \| |
| Arbitro:                                       | Johnsen (Tønsberg) |               |              |                                                                    |

| Arbitro: | Hagen (Grue) |

|                                                            |           |                      |
| Sævarsson 21’ Huseklepp 42’ (rig.) Askar 76’ Lorentzen 90’ | Marcatori | 24’ (rig.) Bendiksen |

### Coppa di Norvegia
| Arbitro: | Lydersen |

|                 |           |                                                                                             |
| Blix 12’ (rig.) | Marcatori | 8’, 55’ (rig.) Bendiksen 14’, 48’ Nystrøm 18’ Drage 30’ Yttergård Jenssen 50’, 65’ Prijović |

| Arbitro: | Loe |

|                                 |           |                               |
| Lekström 26’ (aut.) Hanssen 90’ | Marcatori | 12’, 39’ Prijović 18’ Johnsen |

| Arbitro: | Hansen |

|                                    |           |           |
| Fojut 7’ Andersen 67’ Johansen 75’ | Marcatori | 90’ Hagen |

| Arbitro: | Staberg (Harstad) |

|                 |           |              |
| Jensen 43’, 61’ | Marcatori | 63’ Ondrášek |

### Europa League
| Arbitro: | Zwayer |

|              |           |                            |
| Koppinen 30’ | Marcatori | 75’ Žurej 84’ (rig.) Gobec |

| Arbitro: | Colțescu |

|  |           |                           |
|  | Marcatori | 4’ Andersen 16’ Moldskred |

| Arbitro: | Mozharovskyy |

|                           |           |  |
| Ondrášek 43’ Andersen 62’ | Marcatori |  |

| Arbitro: | Hacmon |

|                |           |  |
| Tskhadadze 76’ | Marcatori |  |

| Arbitro: | Salmanov |

|              |           |  |
| Ondrášek 76’ | Marcatori |  |

| Arbitro: | Tohver |

|                                       |                      |                                           |
| Er Rafik 46’                          | Marcatori            |                                           |
| Caron Jänisch Franzoni Luisi Lebresne | Tiri di rigore 3 – 4 | Drage Ondrášek Johansen Pritchard Nystrøm |

| Arbitro: | Kelly |

|                                    |           |            |
| Bendiksen 49’ (rig.) Pritchard 68’ | Marcatori | 9’ Almeida |

| Arbitro: | Borski |

|                         |           |  |
| Almeida 52’ Özyakup 54’ | Marcatori |  |

| Arbitro: | Kovařik |

|                            |           |  |
| Defoe 21’, 29’ Eriksen 86’ | Marcatori |  |

| Arbitro: | Evans |

|              |           |                |
| Ondrášek 65’ | Marcatori | 87’ Ricardinho |

| Arbitro: | Mažeika |

|                |           |  |
| Burmistrov 19’ | Marcatori |  |

| Arbitro: | Makkelie |

|  |           |              |
|  | Marcatori | 90’ Mkrtčyan |

| Arbitro: | Aranovskiy |

|  |           |                                 |
|  | Marcatori | 63’ (aut.) Čaušević 76’ Dembélé |

| Arbitro: | Delferiere |

|                 |           |  |
| Cadú 4’ Isa 36’ | Marcatori |  |

## Statistiche

### Statistiche di squadra
| Competizione      | Punti | In casa | In casa | In casa | In casa | In casa | In casa | In trasferta | In trasferta | In trasferta | In trasferta | In trasferta | In trasferta | Totale | Totale | Totale | Totale | Totale | Totale | DR |
| Competizione      | Punti | G       | V       | N       | P       | Gf      | Gs      | G            | V            | N            | P            | Gf           | Gs           | G      | V      | N      | P      | Gf     | Gs     | DR |
| ----------------- | ----- | ------- | ------- | ------- | ------- | ------- | ------- | ------------ | ------------ | ------------ | ------------ | ------------ | ------------ | ------ | ------ | ------ | ------ | ------ | ------ | -- |
| Eliteserien       | 29    | 15      | 7       | 4       | 4       | 28      | 19      | 15           | 0            | 4            | 11           | 13           | 31           | 30     | 7      | 8      | 15     | 41     | 50     | -9 |
| Coppa di Norvegia | -     | 1       | 1       | 0       | 0       | 3       | 1       | 3            | 2            | 0            | 1            | 12           | 5            | 4      | 3      | 0      | 1      | 15     | 6      | +9 |
| Europa League     | -     | 7       | 3       | 1       | 3       | 7       | 7       | 7            | 1            | 0            | 6            | 2            | 10           | 14     | 4      | 1      | 9      | 9      | 17     | -8 |
| Totale            | -     | 23      | 11      | 5       | 7       | 38      | 27      | 25           | 3            | 4            | 18           | 27           | 46           | 48     | 14     | 9      | 25     | 65     | 73     | -8 |

### Statistiche dei giocatori
| M. Andersen          | 28 | 6 | 1 | 0 | 3 | 1 | 0 | 0 | 12 | 2 | 0 | 0 | 43 | 9  | 1 | 0 |
| K. Antonsen          | 9  | 0 | 0 | 0 | 0 | 0 | 0 | 0 | 4  | 0 | 1 | 0 | 13 | 0  | 1 | 0 |
| F. Bakkelund         | 0  | 0 | 0 | 0 | 0 | 0 | 0 | 0 | 0  | 0 | 0 | 0 | 0  | 0  | 0 | 0 |
| A. Čaušević          | 18 | 0 | 1 | 0 | 2 | 0 | 0 | 0 | 11 | 0 | 1 | 0 | 31 | 0  | 2 | 0 |
| S. Ciss              | 15 | 0 | 1 | 0 | 3 | 0 | 0 | 0 | 6  | 0 | 0 | 0 | 24 | 0  | 1 | 0 |
| T. Drage             | 22 | 1 | 0 | 0 | 4 | 1 | 0 | 0 | 14 | 0 | 1 | 0 | 40 | 2  | 1 | 0 |
| R. Espejord          | 0  | 0 | 0 | 0 | 1 | 0 | 0 | 0 | 4  | 0 | 0 | 0 | 5  | 0  | 0 | 0 |
| J. Fojut             | 22 | 2 | 3 | 0 | 3 | 1 | 0 | 0 | 12 | 0 | 5 | 0 | 37 | 3  | 8 | 0 |
| W. Frantzen          | 0  | 0 | 0 | 0 | 0 | 0 | 0 | 0 | 4  | 0 | 0 | 0 | 4  | 0  | 0 | 0 |
| J. Fundingsrud       | 0  | 0 | 0 | 0 | 0 | 0 | 0 | 0 | 0  | 0 | 0 | 0 | 0  | 0  | 0 | 0 |
| H. Helmke            | 9  | 0 | 2 | 0 | 0 | 0 | 0 | 0 | 5  | 0 | 2 | 0 | 14 | 0  | 4 | 0 |
| R. Johansen          | 27 | 7 | 0 | 0 | 3 | 1 | 0 | 0 | 14 | 0 | 0 | 0 | 44 | 8  | 0 | 0 |
| L. Johnsen           | 9  | 0 | 0 | 0 | 3 | 1 | 0 | 0 | 7  | 0 | 2 | 0 | 19 | 1  | 2 | 0 |
| M. Johnsen           | 0  | 0 | 0 | 0 | 1 | 0 | 0 | 0 | 0  | 0 | 0 | 0 | 1  | 0  | 0 | 0 |
| T. Kind Bendiksen    | 27 | 6 | 4 | 0 | 3 | 2 | 0 | 0 | 14 | 1 | 0 | 0 | 44 | 9  | 4 | 0 |
| M. Koppinen          | 22 | 1 | 3 | 0 | 2 | 0 | 0 | 0 | 9  | 1 | 2 | 0 | 33 | 2  | 5 | 0 |
| R. Kristiansen       | 27 | 0 | 2 | 0 | 2 | 0 | 0 | 0 | 13 | 0 | 0 | 0 | 42 | 0  | 2 | 0 |
| B. Lekström          | 4  | 0 | 0 | 0 | 3 | 0 | 0 | 0 | 3  | 0 | 0 | 0 | 10 | 0  | 0 | 0 |
| V. Lysvoll           | 1  | 0 | 0 | 0 | 1 | 0 | 0 | 0 | 0  | 0 | 0 | 0 | 2  | 0  | 0 | 0 |
| M. Moldskred         | 30 | 5 | 2 | 0 | 2 | 0 | 0 | 0 | 12 | 1 | 0 | 0 | 44 | 6  | 2 | 0 |
| L. Nilsen            | 0  | 0 | 0 | 0 | 0 | 0 | 0 | 0 | 0  | 0 | 0 | 0 | 0  | 0  | 0 | 0 |
| H. Norbye            | 23 | 0 | 4 | 0 | 4 | 0 | 0 | 0 | 9  | 0 | 1 | 1 | 36 | 0  | 5 | 1 |
| S. Nystrøm           | 13 | 3 | 0 | 0 | 2 | 2 | 0 | 0 | 4  | 0 | 1 | 0 | 19 | 5  | 1 | 0 |
| Z. Ondrášek          | 29 | 8 | 3 | 0 | 4 | 1 | 0 | 0 | 8  | 2 | 2 | 0 | 41 | 11 | 5 | 0 |
| A. Prijović          | 13 | 1 | 3 | 0 | 3 | 4 | 2 | 0 | 2  | 0 | 2 | 0 | 18 | 5  | 7 | 0 |
| F. Pålerud           | 0  | 0 | 0 | 0 | 0 | 0 | 0 | 0 | 0  | 0 | 0 | 0 | 0  | 0  | 0 | 0 |
| J. Pritchard         | 25 | 0 | 3 | 1 | 4 | 0 | 1 | 0 | 10 | 1 | 1 | 0 | 39 | 1  | 5 | 1 |
| M. Sahlman           | 26 | 0 | 0 | 0 | 1 | 0 | 0 | 0 | 11 | 0 | 0 | 0 | 38 | 0  | 0 | 0 |
| R. Yttergård Jenssen | 12 | 1 | 1 | 0 | 1 | 1 | 0 | 0 | 0  | 0 | 0 | 0 | 13 | 2  | 1 | 0 |
| H. Zakari            | 0  | 0 | 0 | 0 | 0 | 0 | 0 | 0 | 1  | 0 | 0 | 0 | 1  | 0  | 0 | 0 |